# URL falsificat
Un URL falsificat implica que un lloc web es dissimule com un altre, sovint aprofitant les vulnerabilitats de la tecnologia del navegador web per facilitar un atac informàtic maliciós. Aquests atacs són especialment efectius contra ordinadors que no tenen pedaços de seguretat actualitzats. Alternativament, alguns URL falsificats es creen amb finalitats satíriques.
En aquest escenari d'atac, un usuari d'ordinador desprevingut visita un lloc web i observa un URL conegut, com ara {{format ref}} http://www.wikipedia.org, a la barra d'adreces. Tanmateix, sense que ells s'assabentin, la informació que introdueixen s'està dirigint a una ubicació completament diferent, normalment supervisada per un lladre d'informació. Quan un lloc web fraudulent sol·licita informació confidencial, s'anomena phishing.
Aquests llocs web fraudulents sovint atrauen els usuaris mitjançant correus electrònics o hiperenllaços.
En una variació diferent, un lloc web pot semblar-se a l'original, però és, en realitat, una paròdia. Aquests casos són generalment inofensius i són notablement diferents dels llocs genuïns, ja que normalment no exploten les vulnerabilitats del navegador web.
Una altra via per a aquestes explotacions consisteix a redireccions dins d'un fitxer hosts, desviant el trànsit des de llocs legítims a una IP alternativa associada amb l'URL falsificat.

## Seguretat cibernètica

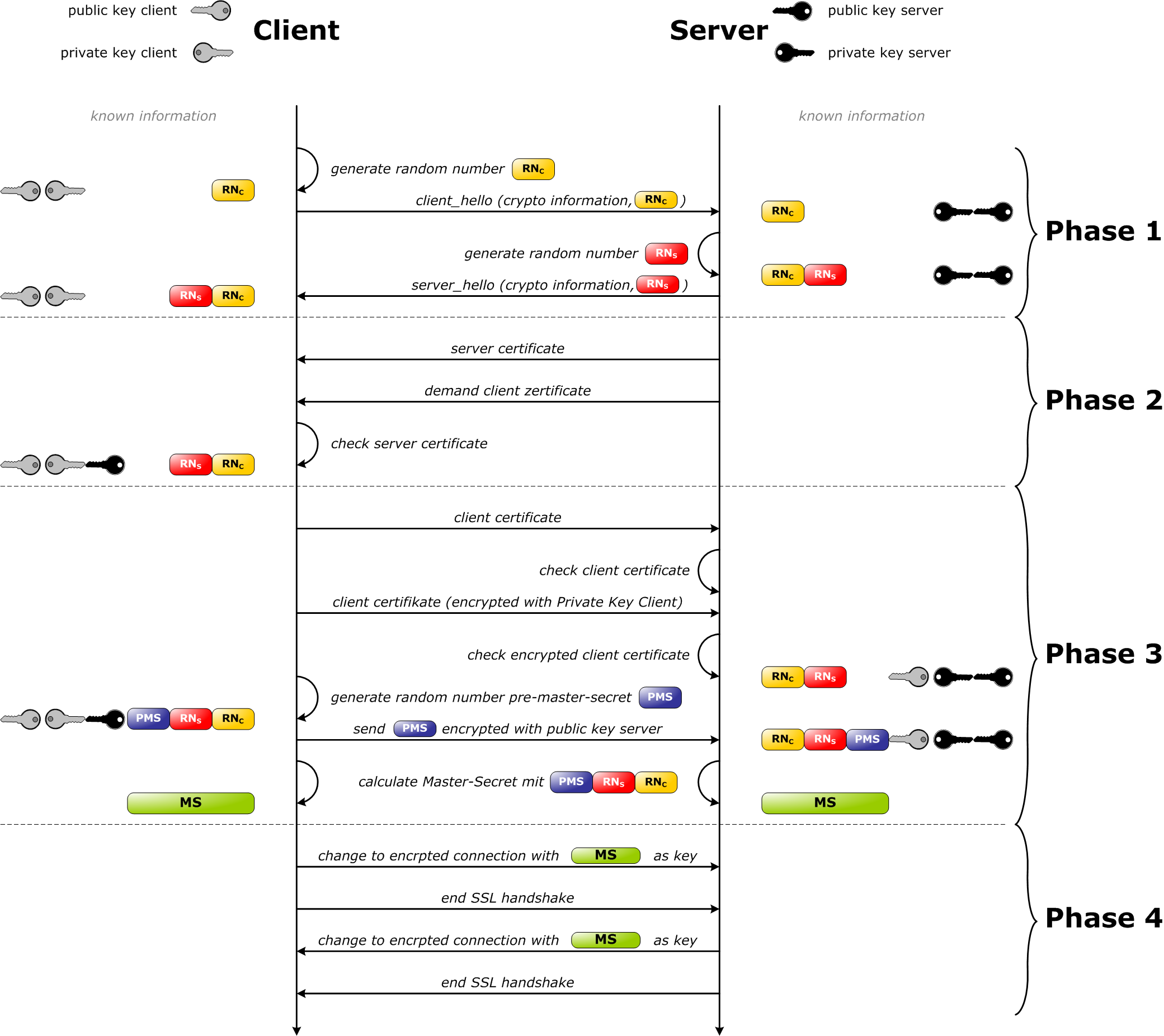
Encaix SSL amb autenticació bidireccional amb certificats

La falsificació és l'acte d'engany o engany. Els URL són l'adreça d'un recurs (com a document o lloc web) a Internet que consisteix en un protocol de comunicacions seguit del nom o l'adreça d'un ordinador a la xarxa i que sovint inclou informació de localització addicional (com a noms de directoris i fitxers). Simplement, un URL falsificat és una adreça web que il·lumina una quantitat immensa d'enganys gràcies a la seva capacitat per aparèixer com a lloc original, tot i que no ho és. Per evitar que siguin víctimes de les estafes prevalents derivades dels URL falsificats, les principals empreses de programari s'han presentat i han aconsellat tècniques per detectar i prevenir URL falsificats.

## Detecció
Per evitar que els delinqüents accedeixin a la informació personal, com ara la informació de la targeta de crèdit, els números de compte bancari/enrutament i el número de telèfon, l'adreça de casa, etc., és important conèixer i comprendre com es poden detectar aquests URL falsificats. És molt important verificar primer el nom del lloc en una certificació digital mitjançant l'ús de SSL/TLS. Intenteu sempre identificar l'URL real de la pàgina web on esteu. Assegureu-vos que podeu veure l'URL complet de qualsevol hiperenllaç, de manera que pugueu examinar l'adreça. Alguns caràcters que es troben habitualment als URL falsificats són: %00, %01, @. De vegades, els URL poden diferir per una sola lletra o número. En general, només introduïu informació personal en un lloc web si el nom s'ha verificat al certificat digital. A més, si teniu alguna preocupació sobre la confidencialitat d'un lloc web, deixeu la pàgina immediatament.